# Gale Gordon
Gale Gordon, född 20 februari 1906 i New York, död 30 juni 1995, var en amerikansk skådespelare, mest känd från TV-serierna Dennis (som "farbror Nilsson"; 1962-1963) och framför allt som Mr Mooney i den enormt populära Lucy Show (1963-1968).

## Filmografi i urval
- Here Come the Nelsons (1952) - H.J. Bellows
- I Love Lucy (1952) - Mr. Alvin Littlefield
- Our Miss Brooks (1956) - Osgood Conklin
- Climax! (1956) - Dr. Raymond Forrest
- The Real McCoys - P. T. Kirkland
- Playhouse 90 (1957–1958) - Ed Keller
- The Lucy-Desi Comedy Hour (1958) - Judge
- The 30 Foot Bride of Candy Rock (1959) - Raven Rossiter
- Visit to a Small Planet (1960) - Bob Mayberry
- All Hands on Deck (1961) - Cmdr. Bintle
- All in a Night's Work (1961) - Oliver Dunnin
- Harrigan and Son (1961) - Merril Davis
- Dennis the Menace (1962-1963) - John Wilson
- Sergeant Deadhead (1965) - Kapt. Weiskopf
- The Danny Thomas Hour (1967) - Baxter
- The Lucy Show (1963-1968) - Mr. Theodore J. Mooney
- Speedway (1968) - R.W. Hepworth
- Here's Lucy (1968-1974) - Harrison Otis Carter
- Lucy Calls the President (1977) - Omar Whittaker
- Life With Lucy (1986) - Curtis McGibbon
- Hi Honey, I'm Home! (1991) - Mr. Theodore J. Mooney
- The New Lassie (1991) - Horace Peterson